# Portocannone
Portocannone – miejscowość i gmina we Włoszech, w regionie Molise, w prowincji Campobasso.
Według danych na rok 2004 gminę zamieszkiwały 2544 osoby, 212 os./km².